# Reykjahlíð
Reykjahlíð ['rεiːcaˌl̥iːð] (dt. „Rauchabhang“) ist ein Ort im Nordosten Islands. Er ist der Hauptort der Gemeinde Skútustaðir in der Region Norðurland eystra. Am 1. Januar 2023 lebten im Ort 237 Einwohner.

## Geografie
Reykjahlíð liegt nordöstlich des Mývatn (dt. „Mückensee“). Nordöstlich befindet sich der zum Krafla-Vulkansystem gehörende Hlíðarfjall, etwas weiter entfernt ist der Leirhnjúkur.
Östlich von Reykjahlíð befindet sich der Berg Námafjall, der über den Pass Námaskarð zu erreichen ist.
Südlich bzw. südöstlich des Ortes findet man die Höhlen Stóragjá und Grjótagjá sowie den Tuffring Hverfell.
Das Vulkan-System Fremri-Námur liegt etwa 25 km südlich von Reykjahlíð.

## Klima
Da kein Monat eine Durchschnittstemperatur von über 10 °C aufweist, kann Reykjahlíð der arktischen Klimazone zugerechnet werden. Aufgrund der östlichen Lage, die den Ort dem maritimen Einfluss des Nordatlantikstroms etwas entzieht, weist Reykjahlíð ein vergleichsweise kontinentaleres Klima auf als südwestlicher gelegene Orte auf Island. Dies begünstigt das Vorkommen von extremeren Temperaturen als an der Westküste Islands, was sich auch in den Rekordtemperaturen von 25,6 °C (Juli) und −30,9 °C (März) zeigt.
|                        | Jan  | Feb  | Mär  | Apr  | Mai  | Jun  | Jul  | Aug  | Sep  | Okt  | Nov  | Dez  |   |       |
| Mittl. Temperatur (°C) | −4,8 | −4,1 | −3,5 | −0,3 | 4,0  | 8,3  | 9,9  | 9,0  | 4,8  | 1,2  | −2,7 | −4,5 | ⌀ | 1,5   |
| Mittl. Tagesmax. (°C)  | −1,8 | −0,9 | −0,3 | 3,0  | 7,6  | 12,3 | 14,3 | 12,9 | 8,1  | 3,6  | 0,0  | −1,4 | ⌀ | 4,8   |
| Mittl. Tagesmin. (°C)  | −8,4 | −7,6 | −7,2 | −3,9 | 0,6  | 4,5  | 6,4  | 5,6  | 1,9  | −1,6 | −6,1 | −8,0 | ⌀ | −2    |
|                        |      |      |      |      |      |      |      |      |      |      |      |      |   |       |
| Niederschlag (mm)      | 33,4 | 26,2 | 32,5 | 25,4 | 20,1 | 32,3 | 47,4 | 45,6 | 44,1 | 46,2 | 43,4 | 38,0 | Σ | 434,6 |
|                        |      |      |      |      |      |      |      |      |      |      |      |      |   |       |
| Regentage (d)          | 8,2  | 6,5  | 8,2  | 6,8  | 5,1  | 7,0  | 8,9  | 8,2  | 8,1  | 9,9  | 9,7  | 9,9  | Σ | 96,5  |

| −8,4 |

| −7,6 |

| −7,2 |

| −3,9 |

| 0,6 |

| 4,5 |

| 6,4 |

| 5,6 |

| 1,9 |

| −1,6 |

| −6,1 |

| −8,0 |

| −8,4 |

| −7,6 |

| −7,2 |

| −3,9 |

| 0,6 |

| 4,5 |

| 6,4 |

| 5,6 |

| 1,9 |

| −1,6 |

| −6,1 |

| −8,0 |

## Geschichte
Bereits kurz nach der Einführung des Christentums in Island um das Jahr 1000 soll es in Reykjahlíð eine Kirche gegeben haben. Die Siedlung entkam im Jahre 1729 zur Zeit der Mývatn-Feuer (Vulkanausbrüche der Krafla) mit knapper Not einer Katastrophe. Die Einwohner waren zum Glück alle in der etwas höher gelegenen Kirche versammelt, als ein großer Lavastrom ihre Häuser zerstörte, aber den Kirchhügel verschonte. Die heutige Kirche wurde an gleicher Stelle errichtet und 1962 eingeweiht.

## Kultur und Sehenswürdigkeiten

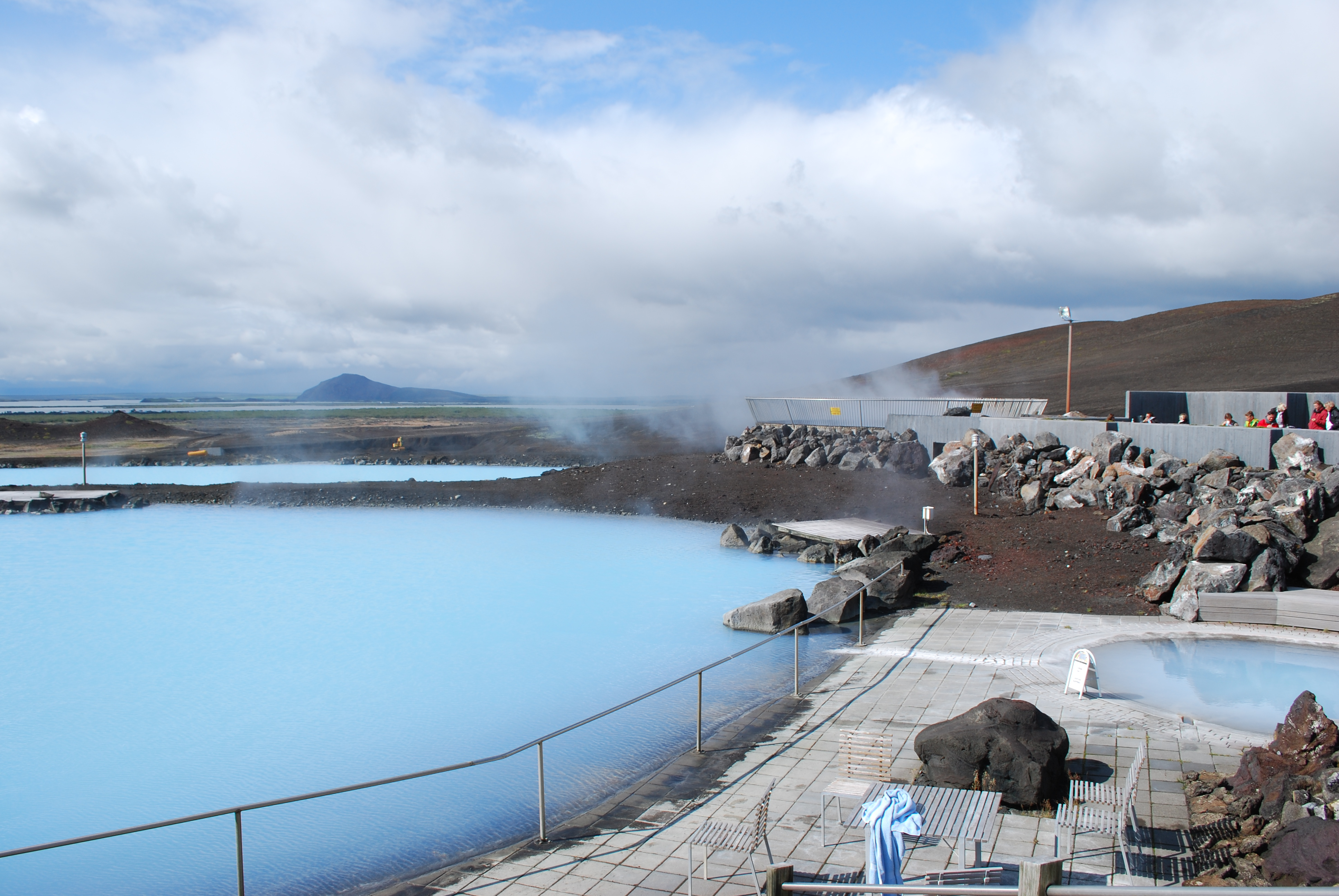
Thermalbäder Jarðböð bei Reykjahlíð

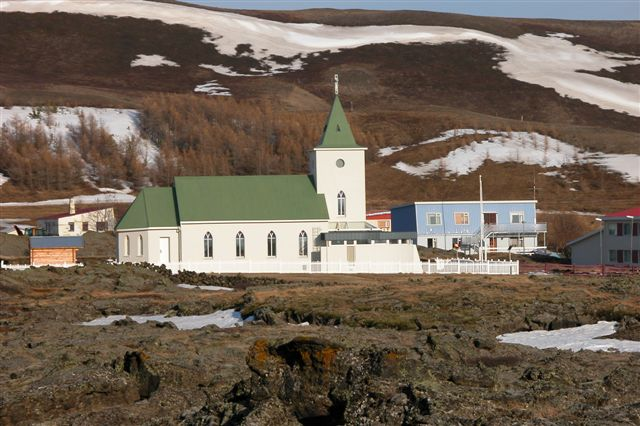
Reykjahlíðarkirkja

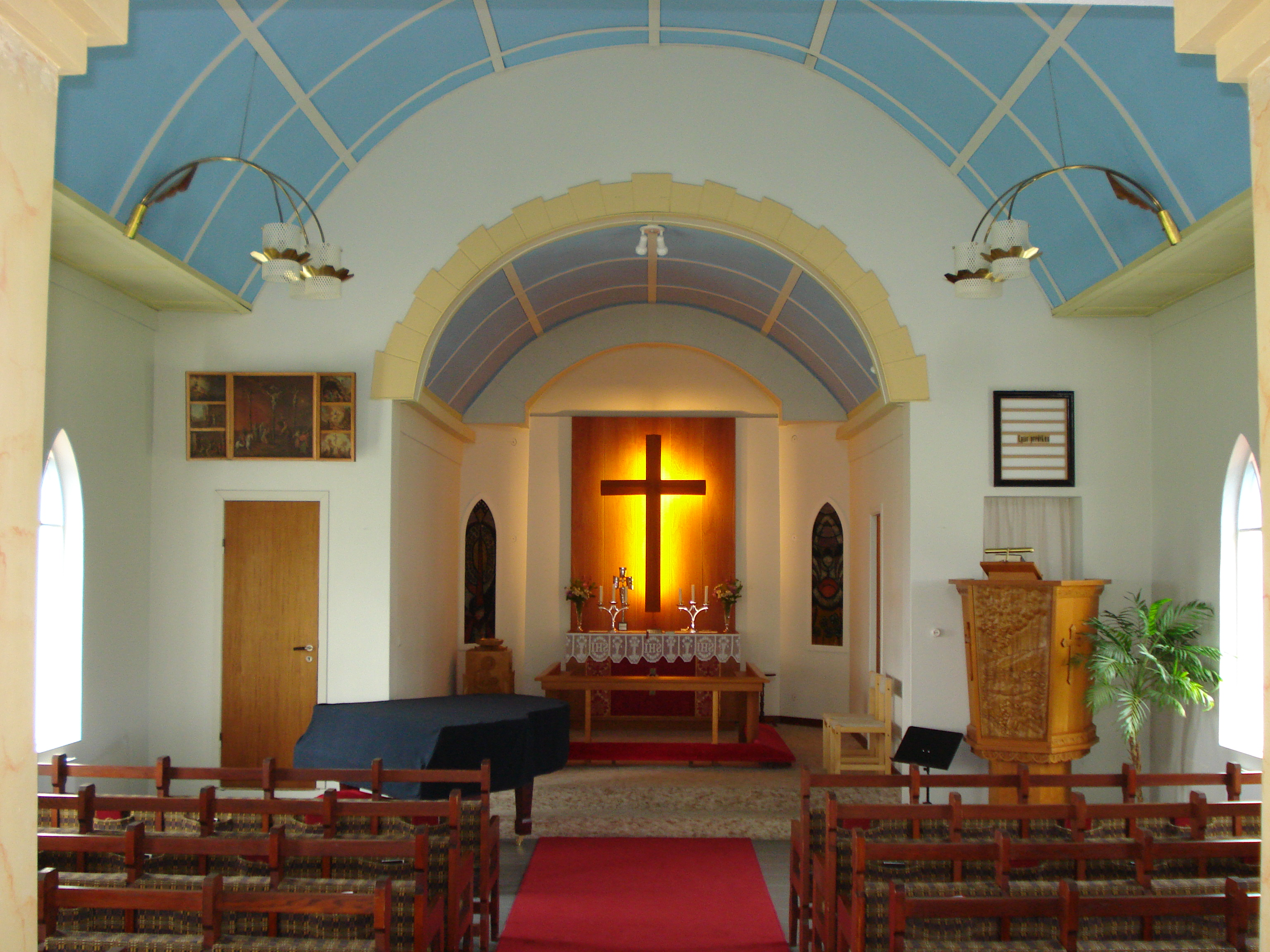
Reykjahlíðarkirkja

Reykjahlið ist Ausgangspunkt zur Krafla mit ihren dampfenden Solfatarenfeldern und dem türkisblauen Krater Víti (dt. „Hölle“), zum Námaskarð, zum Hverfjall und zu den Pseudokratern von Skútustaðir. Vor etwa 2000 Jahren bildeten sich die Dimmuborgir (dt. „dunkle Burgen“), ein Labyrinth aus Lavaformationen.
In der Nähe von Reykjahlíð gibt es zwei mit warmem Wasser gefüllte Höhlen. Ein unterirdischer Lavastrom hat inzwischen das Wasser in der Grjótagjá für ein Bad zu sehr erhitzt. Näher zum Ort liegt die Stóragjá. In ihr ist der Wasseraustausch für ein ungefährdetes Bad zu gering.
Neben dem Freibad im Osten des Ortes gibt es seit dem 30. Juni 2004 auch ein Naturbad namens Jarðböð (Erdbäder) mit türkisfarbenen Geothermalwasser ähnlich der bekannten Blauen Lagune auf der Reykjanes-Halbinsel.
In Reykjahlíð gab es bereits vor der Reformation eine Kirche, die dem hl. Laurentius geweiht war. Die dortige heutige Reykjahlíðarkirkja wurde 1958–1962 gebaut und hat 120 Sitzplätze. Um die Vorgängerkirche, die ebenfalls genau an dieser Stelle stand, rankt sich eine Legende, wonach bei einem Vulkanausbruch am 27. August 1729 die Bewohner der Umgebung in der Kirche Zuflucht suchten und um Rettung beteten. Die Lava, die noch heute in großen erstarrten Blöcken zu sehen ist, floss um die Kirche herum, und niemand kam zu Schaden, während Gebäude dicht an der Kirche von der Lava zerstört wurden.

## Verkehr
Durch den Ort führt die Hauptverkehrsstraße Islands Hringvegur .
Die Entfernung zur Hauptstadt Reykjavík beträgt 488 und nach Egilsstaðir 165 Straßenkilometer.
Von und nach Akureyri und Egilsstaðir verkehren Linienbusse.
Bei Reykjahlið gibt es einen Flugplatz, der überwiegend für Sightseeing-Flüge genutzt wird.

## Infrastruktur
In Reykjahlíð gibt es Hotels, Gästehäuser, Restaurants, einen Supermarkt, eine Sparkasse, ein Gesundheitszentrum (Heilsugæslan í Mývatnssveit),  Tankstelle, Reparaturwerkstatt, Campingplätze, einen Golfplatz, Boots-, Auto- und Pferdeverleih und ein Schwimmbad. Verschiedene Unternehmen bieten geführte Wanderungen und Ausflüge, Rundfahrten und Rundflüge an. Auch Angellizenzen werden vergeben.